# Kahula
Koordinaten: 59° 20′ N, 27° 20′ O
Kahula ist ein Dorf (estnisch küla) in der Landgemeinde Jõhvi (Jõhvi vald). Es liegt im Kreis Ida-Viru (Ost-Wierland) im Nordosten Estlands.

## Beschreibung und Geschichte
Das Dorf hat 134 Einwohner (Stand 1. Januar 2012). Es wurde erstmals 1241 im Liber Census Daniæ urkundlich erwähnt.
1788 wurde die Schule des Dorfes gegründet. 1877 wurde das Schulhaus eingeweiht. Bis dahin hatte der Unterricht auf einem Bauernhof stattgefunden.